# Patrik Fitzgerald
Patrik Fitzgerald, född Patrick Joseph Fitzgerald 19 mars 1956 i London i England, är en brittisk singer-songwriter och en pionjär inom folkpunk.

## Diskografi
Studioalbum
- Grubby Stories (1979)
- Gifts and Telegrams (1982)
- Drifting Towards Violence (1984)
- Tunisian Twist (1986)
- Pillow Tension (1995)
- Room Service (2001)
- Floating Population (2006)
- Dark Side of the Room (2006)
- Subliminal Alienation (2012)

Patrik Fitzgeralds mest kända EP är Safety-Pin Stuck in My Heart.